# Park Narodowy Guanahacabibes
Park Narodowy Guanahacabibes – park narodowy na Kubie, w prowincji Pinar del Río w gminie Sandino. Znajduje się na półwyspie Guanahacabibes. Został utworzony w 2001 roku. 
Jego powierzchnia wynosi 398,26 km², w tym 178,8 km² lądu, 159,5 km² morza i 59,9 km² obszarów podmokłych.
Na obszarze parku znajdują się dwa rezerwaty: El Veral i Cabo Corrientes (na przylądku Corrientes).